# クリシュヤーニス・カリンシュ
アルトゥルス・クリシュヤーニス・カリンシュ（ラトビア語: Arturs Krišjānis Kariņš、1964年12月13日 - ）は、ラトビアの政治家。首相や外務相、欧州議会議員などを歴任した。

## 経歴
アメリカ合衆国のデラウェア州ウィルミントンに、ラトビア系アメリカ人の子として生まれる。1996年、ペンシルベニア大学から言語学の博士号を取得。まもなくラトビアに移住し、氷や冷凍食品の製造・販売をはじめた。
2002年、新時代党を共同で旗揚げし、同年10月にはサエイマ（国会）議員に当選。2002年から2004年まで新時代党国会議員団長、2004年12月から2006年4月まで経済相（第一次アイガルス・カルヴィティス内閣）を務めた。2007年3月には、エイナルス・レプシェとともに新時代党の共同代表となった。
2009年7月、欧州議会議員に当選。欧州議会では最大会派の欧州人民党に所属し、産業・研究・エネルギー委員会、経済・金融問題委員会、租税監督特別委員会の各委員となった。また、欧州歴史和解議員連盟にも名を連ねた。2011年8月に新時代党は中道右派の統一党と合併したが、2014年の欧州議会議員選でもカリンシュは再選された。
2018年のラトビア総選挙では、カリンシュは統一党の首相候補となった。2019年1月7日、大統領のライモンツ・ヴェーヨニスは、カリンシュに次期内閣の組閣を委嘱した。1月23日、5党（KPV LV、新保守党、発展・For!、国民連合、統一）からなる中道右派連立内閣が発足し、カリンシュが首相に就任した。2023年5月31日の大統領選挙でエドガルス・リンケービッチ外相が大統領に当選したことによりカリンシュは後任を探すこととなったが、就任2週間前の6月下旬の時点でも後任を発表しなかった。結局、新たな外務大臣が議会で承認されるまでは自らが職務を引き継ぐこととした。同年8月14日、連立政権内部の関係悪化を理由に首相を辞任する意向を表明。17日にリンケービッチ大統領に辞表を提出した。
2023年9月15日にはサエイマでカリンシュの首相辞任が承認され、後任に同国2人目の女性首相となるエビカ・シリニャが承認された。引き続き、シリニャ内閣で外務相として留任する。
2024年3月28日、4月10日に外務相を辞任すると表明した。首相在任中にプライベートジェット機を使用したことについて、検察が公金を浪費した疑いで捜査を始めたと発表していた。
- 左からスロベニアのヤネス・ヤンシャ元首相（当時）、カリンシュ、クロアチアのアンドレイ・プレンコビッチ首相（2019年4月10日）
- ブリュッセルで開催された欧州人民党サミットに出席（2019年12月12日）
- フィンランドのサンナ・マリン首相と（2020年2月12日）

## 政治における方針
国内における飲酒運転へ対する新たな制裁措置として、飲酒運転者から押収した民間車両をウクライナへ寄付するという提案を2023年2月13日付で許可している。